# Hải Thụy bãi quan
Hải Thụy bãi quan (tiếng Trung: 海瑞罢官; bính âm: Hǎi Ruì bà guān; Wade–Giles: Hai3 Jui4 Pa4-kuan1) là vở kinh kịch nổi tiếng trong nền chính trị Trung Quốc đương đại vì đã mở đầu cuộc Cách mạng Văn hóa. Bản thân vở kịch tập trung vào vị đại thần thời Minh tên là Hải Thụy được miêu tả đã có công cứu giúp những người nông dân thụ động thắng kiện các vụ tịch thu đất đai bất công. Vở kịch này về sau trở thành tâm điểm tranh cãi về học thuật và chính trị vì nó có liên quan đến các cuộc tranh luận trong Đảng Cộng sản Trung Quốc, bao gồm cả tại Hội nghị Lư Sơn, về vai trò chính trị của nông dân trong tương lai trước những thất bại của Đại nhảy vọt.

## Bối cảnh
Người soạn nên vở kịch này tên gọi Ngô Hàm vốn là một nhà sử học và chính trị gia chuyên viết về thời nhà Minh. Ông còn đồng thời giữ chức Phó Thị trưởng Bắc Kinh. Năm 1959, ông bắt đầu quan tâm đến cuộc đời của Hải Thụy, vị quan tham liêm thời Minh từng bị bỏ tù vì dám lên tiếng chỉ trích Hoàng đế Gia Tĩnh. Ngô Hàm đã viết một số bài báo về cuộc đời của vị quan này mà theo Mao Trạch Đông thì lời phê bình Hoàng đế của Hải Thụy tỏ ra "rất gay gắt và không có bất kỳ lời khen ngợi nào cả". Sau đó, ông có viết một vở kinh kịch mang tên Hải Thụy bãi quan, mà ông đã sửa lại nhiều lần trước khi hoàn thành kịch bản cuối cùng vào năm 1961. Vở kịch được dàn dựng lần đầu tiên vào đầu năm 1962. Ngô Hàm không phải là người sành sỏi về kinh kịch và hiếm khi đi xem kịch, sự thật mà ông từng lưu ý trong lời tựa cho vở kịch của mình. Học giả Alessandro Russo viết rằng sự tham gia soạn kịch hiếm hoi của Ngô Hàm có thể là do trong thập niên 1950 và đầu những năm 1960, người dân Trung Quốc có văn hóa không coi đó là một "cảnh tượng đáng khen ngợi" mà lại khá phù hợp cho việc thưởng thức kiểu bình dân. "Có lẽ cũng vì lý do này mà bộ máy văn hóa trung ương của nhà nước đã sử dụng kinh kịch để phổ biến kiến thức lịch sử."
Vở kịch này là một bi kịch kể về viên quan trung thực mang những lời phàn nàn của người dân đến hoàng đế với cái giá phải trả là sự nghiệp thăng quan tiến chức của mình. Tác phẩm miêu tả Hải Thụy là viên phán quan oai phong lẫm liệt đòi được diện kiến hoàng đế. Sau đó, ông trực tiếp chỉ trích Hoàng đế vì đã dung túng cho nạn tham nhũng và thói quen lạm dụng của những quan chức khác trong triều đình. Hoàng đế cảm thấy bị lời chỉ trích của Hải Thụy xúc phạm nên đã cách chức ông. Ông chỉ được phục chức sau khi hoàng đế băng hà. Những người nông dân được miêu tả là nạn nhân thụ động và vô tội đang chờ đợi một vị cứu tinh, thế rồi họ đã chào mừng Hải Thụy.
Ngô Hàm liền đem xuất bản vở kịch này dưới bút danh Lưu Mẫn Chi, tên của một học giả thời Tống và là người hết lòng ủng hộ danh tướng Nhạc Phi. Vở kịch đã đạt được thành công rực rỡ. Do bầu không khí chính trị thay đổi nên về sau vở kịch này đã bị chỉ trích nặng nề.

## Hậu quả
Ngô Hàm trở thành một trong những nạn nhân đầu tiên của Cách mạng Văn hóa và chết trong tù năm 1969. Sau khi ông bị đánh đổ, những kẻ sùng bái tư tưởng Mao Trạch Đông cực đoan đã nhanh chóng thanh trừng "phái hữu" khác khỏi các cơ quan văn hóa của Trung Quốc, và sân khấu kịch trở thành công cụ để Bè lũ Bốn tên công kích kẻ thù chính trị của họ. Ngô Hàm chỉ được phục hồi sau khi chết vào năm 1979, ngay sau khi Mao Chủ tịch qua đời.
Vào thời điểm đó, trên cương vị là thành viên cấp cao thứ năm của Bộ Chính trị, Bành Chân là mục tiêu nổi bật đầu tiên của Cách mạng Văn hóa. Việc loại bỏ Bành Chân và những người khác như Lục Định Nhất và Chu Dương khỏi vị trí của họ đã giúp củng cố liên minh của Mao Trạch Đông và khuyến khích ông ta tấn công chủ nghĩa xét lại trong đảng. Bành Chân và phe ủng hộ ông trong Thành ủy Bắc Kinh và chính quyền thủ đô Bắc Kinh đã bị Lý Tuyết Phong và những cán bộ theo chủ nghĩa Mao khác thay thế. Học giả Frederick Teiwes lập luận rằng khi cuộc tranh cãi liên quan đến Hải Thụy bãi quan diễn ra, Mao đã âm mưu chống lại đối thủ của mình là Chủ tịch nước Lưu Thiếu Kỳ trong nhiều tháng liền. Teiwes viết rằng vì Bành Chân là người ủng hộ Lưu Thiếu Kỳ lâu năm, Mao có thể làm suy yếu Lưu bằng cách tấn công Bành Chân thông qua cấp dưới của ông ta là Ngô Hàm.
Dù cho những câu chuyện kể của người Trung Quốc thời hiện đại thường tập trung vào quyền lãnh đạo cá nhân của Mao Trạch Đông trong suốt quá trình tranh chấp, nhưng trong giai đoạn đầu của cuộc tranh cãi và không đủ sức ngăn chặn việc ban hành "Đề cương tháng Hai" chứng tỏ rằng Mao Chủ tịch phải đối mặt với sự phản kháng chính trị công khai và hiệu quả ngay trong nội bộ đảng.

## Liên quan
Đề tài này cũng là đối tượng của một vở kịch do Chu Tín Phương cùng Hứa Tư Ngôn (许思言) biên soạn mang tên Hải Thụy thượng sớ (海瑞上疏), và vở kịch được Đoàn Kinh kịch Thượng Hải biểu diễn năm 1959. Chu Tín Phương cũng bị bắt và bị bức hại trong Cách mạng Văn hóa rồi về sau qua đời vào năm 1975.